# 食品科学与工程

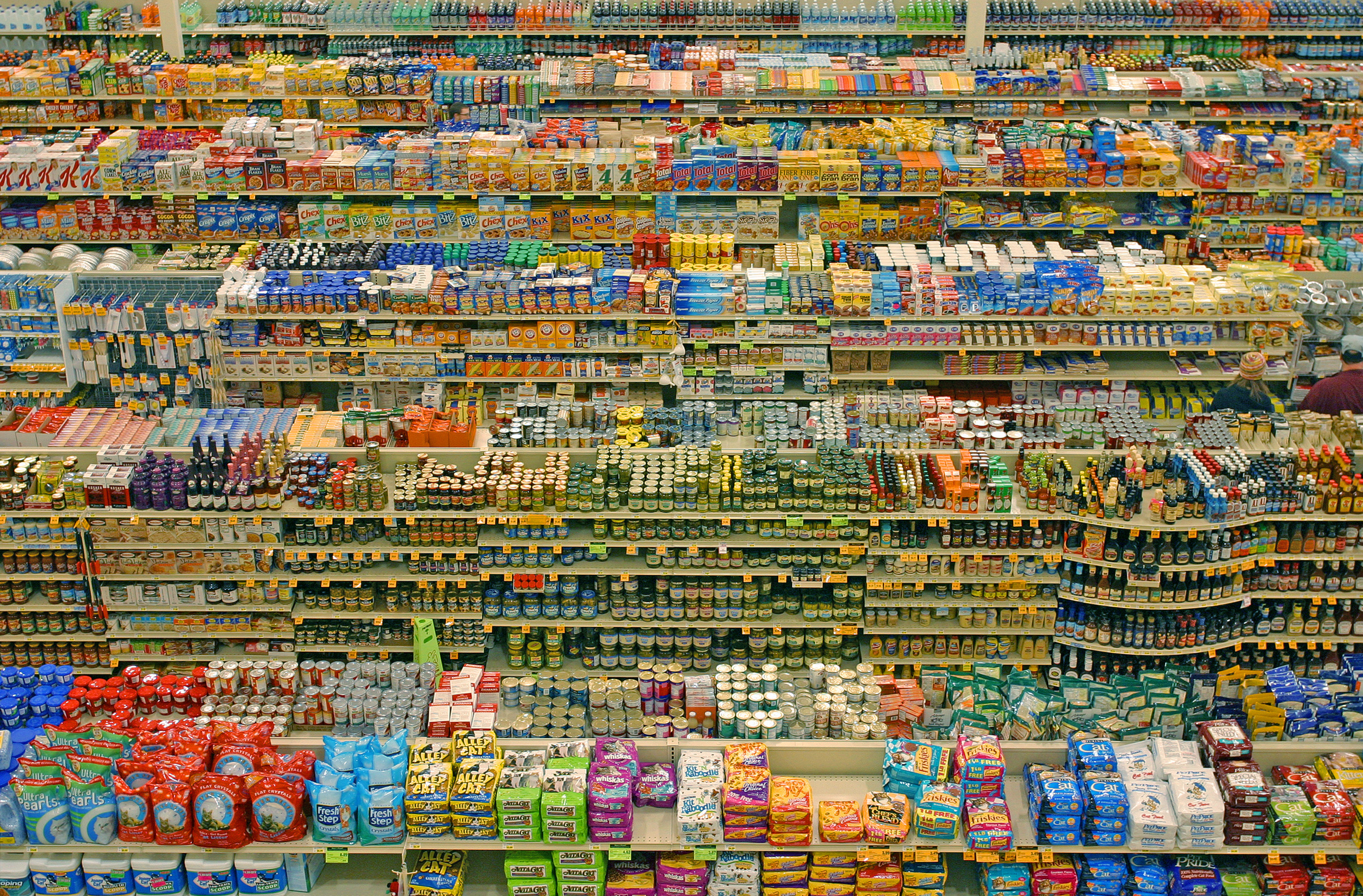
波特蘭的一家Fred Meyer量販，現代食物的充沛全部仰賴食品工程。

食品科学与工程屬於工学，其门类為轻工纺织食品类 。其培养目标為培养具有化学、生物学、食品工程和食品技术知识，能在食品领域内从事食品生产技术管理、品质控制、产品开发、科学研究、工程设计等方面工作的食品科学与工程学科的高级工程技术人才。其培养要求学生主要学习化学、生物学和食品工程学的基本理论和基本知识，受到食品生产技术管理、食品工程设计和科学研究等方面的基本训练，具有食品保藏、加工和资源综合利用方面的基本能力。 
毕业生应获得以下几方面的知识和能力： 
1. 掌握生物化学、食品化学、微生物学的基本理论与实验技术；
2. 掌握食品分析、检测的方法；
3. 具有工艺设计、设备选用、食品生产管理和技术经济分析的能力；
4. 熟悉食品工业发展的方针、政策和法规；
5. 了解食品储运、加工、保藏及资源综合利用的理论前沿和发展动态；
6. 掌握文献检索、资料查询的基本方法，具有初步的科学研究和实际工作能力。

主干学科：化学、生物学、食品科学与工程学。